# Quasipaa courtoisi
Quasipaa courtoisi es una especie de anfibio anuro de la familia Dicroglossidae.

## Distribución geográfica
Esta especie es endémica de la provincia de Anhui en China.

## Etimología
Esta especie lleva el nombre en honor del padre Frédéric Courtois del Museo Zi-Ka-Wei.

## Publicación original
- Angel, 1922: Sur deux espèces nouvelles de grenouilles, d'Afrique et de Chine, appartenant au genre Rana. Bulletin du Museum National d'Histoire Naturelle, París, vol. 28, p. 399-403[5]